# Martin Ruppel
Martin Ruppel (* 5. November 1966 in Osterode am Harz) ist ein ehemaliger deutscher Steuermann im Rudern.

## Werdegang
Martin Ruppel wurde 1983 zusammen mit Peter Ippach und Jochen Berger Deutscher Meister im Zweier mit Steuermann. 1985 wurden Berger und Ruppel zusammen mit Volker Zimmnau und ein Jahr später zusammen mit Janos Sztavcevics erneut Deutscher Meister.
In den Folgejahren konnte Ruppel noch jeweils zwei Silber- und Bronzemedaillen beim Deutschen Meisterschaftsrudern gewinnen.
Bei den Olympischen Sommerspielen 1988 in Seoul belegte Ruppel gemeinsam mit Andreas Lütkefels, Christoph Korte, Wolfgang Klapheck und Roland Baar in der Vierer mit Steuermann Regatta den siebten Platz.